# Мунір Ель-Хамдауї
Мунір Ель Хамдауї (араб. منير الحمداوي, нід. Mounir El Hamdaoui, нар. 14 липня 1984, Роттердам) — нідерландський та марокканський футболіст, нападник італійської «Фіорентіни» та  національної збірної Марокко.
Виступав також за клуби АЗ та «Аякс». Дворазовий чемпіон Нідерландів. Володар Суперкубка Нідерландів. 

## Клубна кар'єра
Народився 14 липня 1984 року в Роттердамі. Вихованець футбольної школи місцевого клубу «Ексельсіор». Дорослу футбольну кар'єру розпочав 2001 року в основній команді того ж клубу, в якій провів чотири сезони, взявши участь у 74 матчах чемпіонату. 
Згодом з 2005 по 2007 рік грав у складі команд клубів «Тоттенгем Готспур», «Дербі Каунті» та «Віллем II».
Своєю грою за останню команду привернув увагу представників тренерського штабу клубу АЗ, до складу якого приєднався 2007 року. Відіграв за команду з Алкмара наступні три сезони своєї ігрової кар'єри. Більшість часу, проведеного у складі «АЗ», був основним гравцем атакувальної ланки команди. У складі «АЗ» був одним з головних бомбардирів команди, маючи середню результативність на рівні 0,62 голу за гру першості. В сезоні 2008–09 став найкращим бомбардиром нідерландського чемпіонату та був визнаний найкращим гравцем цього турніру.
2010 року уклав контракт з клубом «Аякс», у складі якого провів наступні два роки своєї кар'єри гравця. В новому клубі був серед найкращих голеодорів, відзначаючись забитим голом в середньому у кожній другій грі чемпіонату. У раунді плей-оф Ліги чемпіонів УЄФА сезону 2010–11 гол Ель-Хамдауї, забитий у другій грі проти київського «Динамо», виявився вирішальним і приніс його «Аяксу» перемогу за сумою двох зустрічей з рахунком 3:2.
2012 року перейшов до «Фіорентіни». Сезон 2013/14 провів в оренді в іспанській «Малазі», після чого повернувся до Італії.

## Виступи за збірні
Протягом 2004–2005 років  залучався до складу молодіжної збірної Нідерландів, у складі якої зіграв у 3 офіційних матчах, забивши один гол.
2009 року прийняв пропозицію виступати у складі національної збірної Марокко, своєї історичної батьківщини. Наразі провів у формі головної команди цієї африканської країни 15 матчів, забивши 3 голи.
У складі збірної був учасником Кубка африканських націй 2013 року у ПАР.

## Статистика виступів

### Статистика клубних виступів
Статистика наведена станом на липень 2013 року
| Сезон                  | Команда                  | Чемпіонат              | Чемпіонат | Чемпіонат | Національний кубок | Національний кубок | Національний кубок | Континентальні кубки | Континентальні кубки | Континентальні кубки | Інші змагання | Інші змагання | Інші змагання | Усього | Усього |
| Сезон                  | Команда                  | Ліга                   | Ігор      | Голів     | Лігаа              | Ігор               | Голів              | Ліга                 | Ігор                 | Голів                | Ліга          | Ігор          | Голів         | Ігор   | Голів  |
| ---------------------- | ------------------------ | ---------------------- | --------- | --------- | ------------------ | ------------------ | ------------------ | -------------------- | -------------------- | -------------------- | ------------- | ------------- | ------------- | ------ | ------ |
| 2001–02                | «Ексельсіор» (Роттердам) | 1Д                     | 6         | 2         | КН                 | 0                  | 0                  |                      | -                    | -                    |               | -             | -             | 6      | 2      |
| 2002–03                | «Ексельсіор» (Роттердам) | ЕД                     | 21        | 2         | КН                 | 0                  | 0                  |                      | -                    | -                    |               | -             | -             | 21     | 2      |
| 2003–04                | «Ексельсіор» (Роттердам) | 1Д                     | 33        | 17        | КН                 | 0                  | 0                  |                      | -                    | -                    |               | -             | -             | 33     | 17     |
| 2004–05                | «Ексельсіор» (Роттердам) | 1Д                     | 14        | 11        | КН                 | 0                  | 0                  |                      | -                    | -                    |               | -             | -             | 14     | 11     |
| Усього за «Ексельсіор» | Усього за «Ексельсіор»   | Усього за «Ексельсіор» | 74        | 32        |                    |                    |                    |                      |                      |                      |               |               |               | 74     | 32     |
| січ. 2004–05           | «Тоттенгем Готспур»      | ПЛ                     | 0         | 0         | КА+КЛ              | 0+0                | 0+0                |                      | -                    | -                    |               | -             | -             | 0      | 0      |
| 2005–06                | «Дербі Каунті»           | ЧФЛ                    | 9         | 3         | КА+КЛ              | 0+0                | 0+0                |                      | -                    | -                    |               | -             | -             | 9      | 3      |
| чер. 2005–06           | «Тоттенгем Готспур»      | ПЛ                     | 0         | 0         | КА+КЛ              | 0+0                | 0+0                |                      | -                    | -                    |               | -             | -             | 0      | 0      |
| чер. 2006–07           | «Віллем II»              | ЕД                     | 5         | 3         | КН                 |                    |                    |                      | -                    | -                    |               | -             | -             | 5      | 3      |
| 2007–08                | «Віллем II»              | ЕД                     | 2         | 0         | КН                 |                    |                    |                      | -                    | -                    |               | -             | -             | 2      | 0      |
| Усього «Віллем II»     | Усього «Віллем II»       | Усього «Віллем II»     | 7         | 3         |                    |                    |                    |                      |                      |                      |               |               |               | 7      | 3      |
| січ. 2007–08           | АЗ (Алкмаар)             | ЕД                     | 23        | 7         | КН                 | 0                  | 0                  | КУЄФА                | 3                    | 0                    |               | -             | -             | 26     | 7      |
| 2008–09                | АЗ (Алкмаар)             | ЕД                     | 31        | 23        | КН                 | 3                  | 1                  |                      | -                    | -                    |               | -             | -             | 34     | 24     |
| 2009–10                | АЗ (Алкмаар)             | ЕД                     | 27        | 20        | КН                 | 2                  | 1                  | ЛЧ                   | 4                    | 1                    | СН            | 1             | 1             | 34     | 23     |
| Усього за АЗ (Алкмаар) | Усього за АЗ (Алкмаар)   | Усього за АЗ (Алкмаар) | 81        | 50        |                    | 5                  | 2                  |                      | 7                    | 1                    |               | 1             | 1             | 94     | 54     |
| 2010–11                | «Аякс»                   | ЕД                     | 26        | 13        | КН                 | 2                  | 3                  | ЛЧ+ЛЄ                | 8+2                  | 2+1                  |               | -             | -             | 38     | 19     |
| 2011–12                | «Аякс»                   | ЕД                     | 0         | 0         | КН                 | 0                  | 0                  | ЛЧ+ЛЄ                | -                    | -                    | СН            | 0             | 0             | 0      | 0      |
| Усього за «Аякс»       | Усього за «Аякс»         | Усього за «Аякс»       | 26        | 13        |                    | 2                  | 3                  |                      | 10                   | 3                    |               |               |               | 38     | 19     |
| 2012–13                | «Фіорентина»             | A                      | 19        | 3         | КІ                 | 1                  | 0                  |                      | -                    | -                    |               | -             | -             | 20     | 3      |
| Усього за кар'єру      | Усього за кар'єру        | Усього за кар'єру      | 207       | 104       |                    | 7                  | 5                  |                      | 17                   | 4                    |               | 1             | 1             | 233    | 114    |

## Титули і досягнення

### Командні
- Чемпіон Нідерландів (3):

АЗ :  2008–09
«Аякс»:  2010–11, 2011–12
- Володар Суперкубка Нідерландів (1):

АЗ :  2009

### Особисті
- Найкращий бомбардир чемпіонату Нідерландів: 2008–09
- Найкращий футболіст чемпіонату Нідерландів: 2008–09